# باتونیا
باتونیا (به مجاری: Battonya) یک منطقهٔ مسکونی در مجارستان است که در ناحیه مزوکواچ‌هازا واقع شده‌است. باتونیا ۱۴۵٫۷۷ کیلومتر مربع مساحت و ۵٬۹۶۰ نفر جمعیت دارد.

## خواهرخوانده
شهرهای لیپوه، آراد، پچیکه و Beočin خواهرخوانده‌های باتونیا هستند.